# Herbert Lihndaker
Herbert Albin Lihndaker, född 1 augusti 1885 i Ljuders socken, död 17 juni 1955 i Stockholm, var en svensk frikyrkoledare.
Herbert Lihndaker var son till lantbrukaren Per August Lindström. Efter att ha genomgått Metodistkyrkans teologiska skola i Uppsala 1904–1907 tjänstgjorde han som pastor i olika metodistförsamlingar, bland annat i Göteborgs Emanuelsförsamling 1918–1924, i Stockholms Sankt Petersförsamling 1931–1935 och i Göteborgs Sankt Jakobsförsamling 1935–1939. 1924–1931 var han distriktsföreståndare för norra, 1939–1945 för södra och 1945–1947 för östra distriktet, allt inom Metodistkyrkans svenska organisation. Från 1947 var han pastor i Stockholms Sankt Paulsförsamling. Han innehade ett stort antal förtroendeuppdrag inom samfundet, bland annat som delegat vid den internationella Metodistkyrkans generalkonferenser i USA 1928 och 1932. Han blev även uppskattad som radiotalare och utgav en samling radioföredrag, Vid evighetens portar (1938).